# Wojciech Czech
Wojciech Antoni Czech (ur. 10 marca 1945 w Katowicach-Dębie) – polski architekt i działacz regionalny związany z Górnym Śląskiem, Wojewoda Katowicki (1990–1994).

## Życiorys
Syn Jana i Wandy. Absolwent I Liceum Ogólnokształcącego im. Powstańców Śląskich w Rybniku (1962). Z wykształcenia jest architektem i historykiem sztuki (ukończył studia na Wydziale Architektury Politechniki Krakowskiej, 1962–1968 i równolegle studiował – jako wolny słuchacz – w Instytucie Historii na Uniwersytecie Jagiellońskim). Był pracownikiem: Instytutu Urbanistyki i Architektury w Warszawie (1968–1974), Instytutu Kształtowania Środowiska w Warszawie (1974–1986), Wojewódzkiego Biura Projektowania w Warszawie (1981–1986), Politechniki Śląskiej w Gliwicach (1986–1992), Ośrodka Dokumentacji Zabytków (1994–1996), Wydawnictwa „Polskie Mapy" (1997), Gabinetu Politycznego Ministra Transportu i Gospodarki Morskiej (1998), Centrali Zaopatrzenia Hutnictwa w Katowicach (2000–2001), Urzędu Miasta w Zabrzu (2002–2005, jako pełnomocnik ds. budowy Drogowej Trasy Średnicowej), a następnie kancelarii Prezydenta Rudy Śląskiej. Od 2003 wykładał w Wyższej Szkole Ekonomii i Administracji w Bytomiu. Od kwietnia do sierpnia 2010 pełnił funkcję dyrektora biura Górnośląskiego Związku Metropolitalnego.
Z powodu działalności opozycyjnej w PRL-u, w 1981 został internowany i osadzony w areszcie Komendy Wojewódzkiej Milicji Obywatelskiej w Katowicach i Zakładzie Karnym w Zabrzu-Porębie. W latach 1990–1994 był pierwszym solidarnościowym Wojewodą Katowickim. W 1997 bez powodzenia ubiegał się o funkcję senatora z województwa katowickiego. W latach 1998–2002 był radnym Sejmiku Województwa Śląskiego z ramienia Akcji Wyborczej Solidarność, pełniąc w nim funkcje m.in. Przewodniczącego Komisji Zagospodarowania Przestrzennego.  
Należy do wielu organizacji i grup naukowych, m.in.: Związku Górnośląskiego, Polskiego Towarzystwa Nautologicznego, Stowarzyszenia Historyków Sztuki, Komitetu Badań Rejonów Uprzemysłowionych PAN, Komisji Zagospodarowania Środowiska Przyrodniczego Komitetu Przestrzennego Zagospodarowania Kraju PAN, Komisji Urbanistyki i Architektury Oddziału Katowickiego PAN, Rady Programowej Międzynarodowego Centrum Kultury w Krakowie, Górnośląskiej Fundacji Nauki. W latach 1992−2017 był prezesem założonego przez siebie stowarzyszenia Societas Scientiis Favendis Silesiae Superioris. Jest Autorem 65 prac naukowych, 94 prac studialnych, 9 prac popularyzacyjnych oraz wielu referatów.
W 1991 został Honorowym Obywatelem Bierunia za wkład w usamodzielnienie się tego miasta od Tychów.

## Górnośląskie instytucje i stowarzyszenia regionalne założone z inicjatywy i przez Wojciecha Czecha
Wojciech Czech podjął szeroko zakrojone pozakonstytucyjne działania organizacyjne i promocyjne na rzecz utworzenia dużego terytorialnie i silnego gospodarczo euroregionu, tzw. Wielkiego Górnego Śląska, otwartego na Europę, który miał objąć obszar dzisiejszych województw śląskiego, opolskiego, fragmenty województwa małopolskiego i kraju morawsko-śląskiego w Czechach, co nie znalazło zrozumienia ani poparcia u władz centralnych w Warszawie. W tym celu jako Wojewoda Katowicki zdążył powołać samodzielnie działające instytucje wojewódzkie i stowarzyszenia regionalne mające na celu organizowanie, wspieranie i prowadzenie badań dokumentacyjnych i naukowych oraz ochronę i popularyzację dziejów i walorów dziedzictwa przyrodniczego i kulturowego, a także międzypaństwową współpracę samorządów terytorialnych Górnego Śląska.

### Instytucje wojewódzkie
- Centrum Dziedzictwa Kulturowego Górnego Śląska (zał. 1992, od 2003 pod nazwą Śląskie Centrum Dziedzictwa Kulturowego, 2016–2020 niesamodzielne w strukturze Regionalnego Instytutu Kultury w Katowicach, a od 2020 w strukturze Instytutu Myśli Polskiej im. Wojciecha Korfantego jako Centrum Dziedzictwa Kulturowego)[4]
- Centrum Dziedzictwa Przyrody Górnego Śląska (zał. 1992, zlikwidowane 2022)[5]

- Park Krajobrazowy Cysterskie Kompozycje Krajobrazowe Rud Wielkich (zał. 1993, od 2000 niesamodzielny w strukturze Zespołu Parków Krajobrazowych Województwa Śląskiego)[6]

### Stowarzyszenia
- Związek Gmin Górnego Śląska i Północnych Moraw (zał. 1992, od 1999 Śląski Związek Gmin i Powiatów skupiający wyłącznie polskie samorządy)[7]

- Societas Scientiis Favendis Silesiae Superioris – Towarzystwo Tych, Którzy Sprzyjają Naukom na Górnym Śląsku (zał. 1992, rozwiązane 2015, w likwidacji 2015–2017)[2]